# Sait Faik

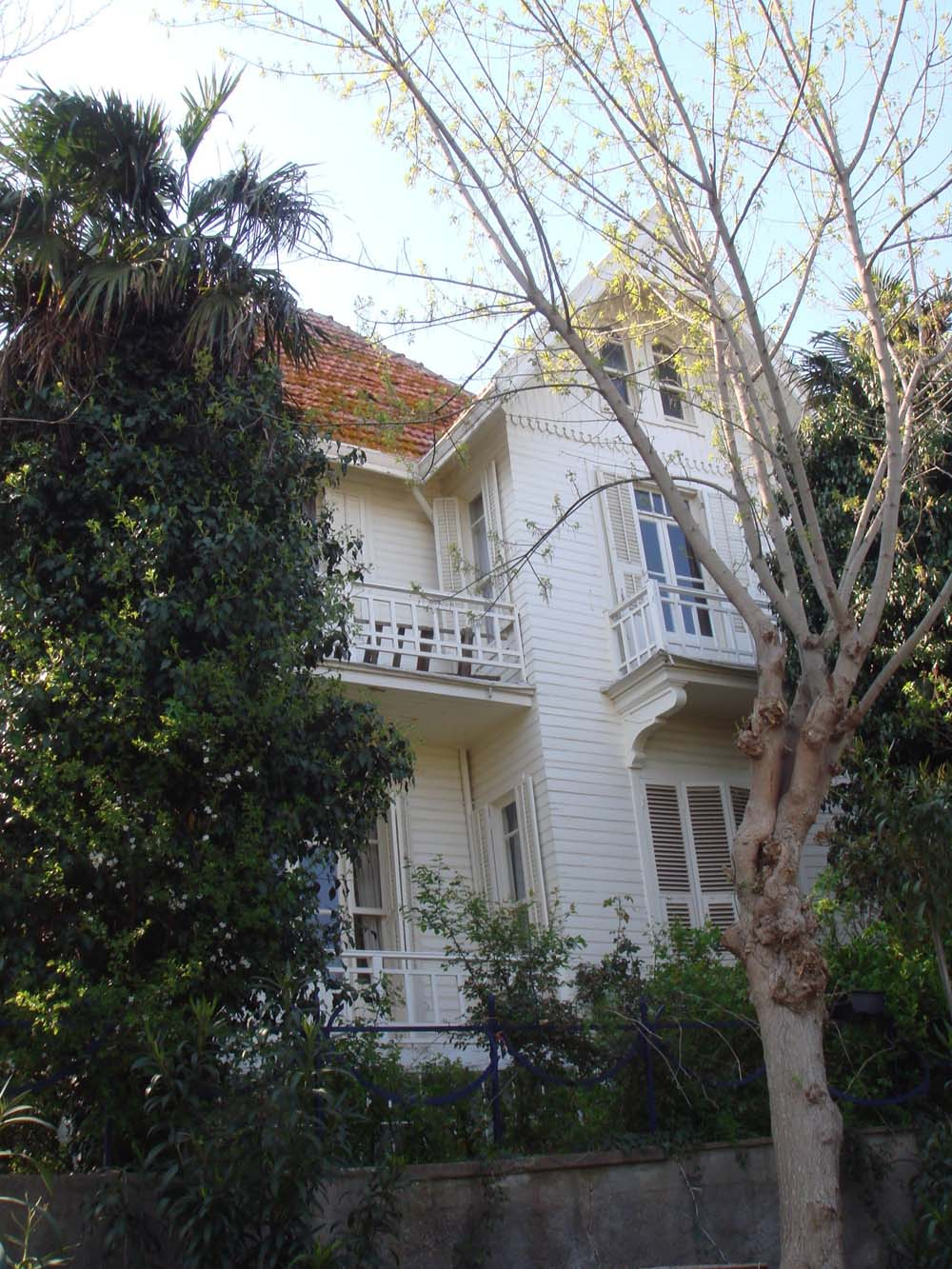
Sait-Faik-Abasıyanık-Museum in Burgazada (2009)

Sait Faik Abasıyanık (* 18. November 1906 in Adapazarı; † 11. Mai 1954 in İstanbul) war ein türkischer Schriftsteller. Er gilt als der Wegbereiter und Begründer der modernen türkischen Kurzgeschichte.

## Leben
Sait Faik stammte aus einer wohlhabenden Familie. Sein Vater war der Händler und zeitweilige Bürgermeister (1922) Mehmed Faik Bey. Seine Mutter war Makbûle Hanım und stammte aus einer angesehenen Familie mit großem Grundbesitz. Sait Faik besuchte in Adapazarı die Grundschule und zwei Jahre lang die Mittelschule. Als die griechischen Truppen während des Griechisch-Türkischen Krieges die Stadt einnahmen, floh die Familie nach Düzce, dann Bolu und ließ sich nach dem Krieg in Istanbul nieder, wo Sait Faik das Gymnasium besuchte. Er wurde aufgrund eines Streiches der Schule verwiesen und beendete das Gymnasium in einem Internat in Bursa im Jahr 1928. Bis zum Jahre 1930 studierte er in Istanbul Literaturwissenschaften und Lehramt. Von 1931 bis 1935 lebte er in Frankreich und studierte zwei Jahre Literatur in Grenoble.
Auf Geheiß seines Vaters kehrte er nach Istanbul zurück, damit er einem geregelten Beruf nachgehe. Zuerst versuchte er sich als Türkisch-Lehrer an einer armenischen Waisenschule, danach als Kaufmann in einem Geschäft, das sein Vater für ihn eröffnet hatte, und schließlich als Gerichtsreporter. Nach dem Tod des Vaters im Jahr 1939 lebte er von dessen Erbe.
Ab 1943 arbeitete er als freier Schriftsteller. Sait Faik blieb unverheiratet und starb 1954 an Leberzirrhose als Folge übermäßigen Alkoholkonsums.

## Literarisches Schaffen
Sait Faik schrieb zwei Romane und eine Vielzahl von Kurzgeschichten. Er gilt als der Wegbereiter und Begründer der modernen türkischen Kurzgeschichte, der nach Ansicht von Mahmut Makal neue Themen und eine neue Erzählweise einführte.
Sait Faik lebte in einem Umfeld, das seine Art zu leben ablehnte und ihn als aylak (Müßiggänger) betrachtete. Die meiste Zeit seines Lebens hat er nach eigener Aussage damit verbracht, fischen zu gehen, im Café zu sitzen, herumzulaufen, Alkohol zu trinken und Geschichten zu schreiben.
Sait Faik war ein Sonderling. Orhan Kemal bezeichnete ihn als sehr direkt und streitsüchtig. Sait Faik hatte Schwierigkeiten im Umgang mit Frauen und litt unter Einsamkeit. Er zog sich nicht ganz zurück, sondern suchte immer wieder die Nähe. Aber auch in der Menge war Sait Faik einsam. Seine Geschichten entstehen wie unter Zwang. Folgerichtig schreibt er denn auch in der Geschichte Haritada bir Nokta: "Wenn ich nicht schriebe, würde ich verrückt werden."
Schauplatz seiner Geschichten sind Istanbul oder die Inseln der Region. Die Geschichten basieren auf subjektiven Beobachtungen, die einem Ereignis oftmals überraschende Aspekte abgewinnen. In der Geschichte "Kafa ve Şişe" (in: Alemdağda var bir Yılan) beschreibt er seine Beobachtungsgabe anhand einer Messerstecherei:
"Ich sehe nicht auf das Messer, sondern meine Blicke bleiben an den Augenbrauen desjenigen hängen, der das Messer zückt."
Es sind Beobachtungen alltäglicher Situationen, die sich mit Fantasie und Erinnerungen mischen. Die Handlung oder das Ereignis einer Geschichte tritt in den Hintergrund oder findet gar nicht statt. Sait Faik macht aus einem beliebigen Gesicht eine Geschichte, wie zum Beispiel in "Birahanedeki Adam" (in: Lüzumsuz Adam).
Seine Geschichten handeln vom städtischen Leben der Fischer, Matrosen, Kneipenbesucher, Passagiere eines Dampfers, Straßenfeger, Wirte, Postboten, Armenier, Juden und Straßenmusikanten von İstanbul.

## Stil
Die Sprache Sait Faiks ist ein ungekünsteltes Istanbul-Türkisch mit vielen umgangssprachlichen Elementen. Alangu beschreibt diese als "Randbezirksdialekte". Verschiedene Autoren werfen Sait Faik eine gewisse Nachlässigkeit (savrukluk) und Disziplinlosigkeit im Umgang mit der Sprache vor. Sein Stil schwankt zwischen realistischer Beschreibung und impressionistischen Einwürfen. Sein literarischer Ansatz, gleichzeitig skizzenhaft zu schreiben und sich auf Details zu konzentrieren, beeinflusste in der Folge viele junge Schriftsteller.

## Ehrungen und Nachleben
1953 wählte ihn die US-amerikanische Mark-Twain-Gesellschaft zum Mitglied. 1955 stiftete seine Mutter den jährlichen Sait-Faik-Literaturpreis. Sein Haus auf der zu İstanbul gehörenden Insel Burgaz ist seit 1964 ein Museum.

## Werke
1936 veröffentlichte Sait Faik seinen ersten Kurzgeschichtenband Semaver („Der Samowar“). Es folgten dutzend weitere wie Lüzumsuz adam (1948; „Der nutzlose Mann“), Kumpanya (1951; „Die Firma“) und Alemdağda var bir yilan (1953; „In Alemdağ gibt es eine Schlange“).
Sein experimenteller Roman Bir takım insanlar (1952; „Eine Gruppe von Leuten“) fiel der türkischen Zensur zum Opfer, weil er sich intensiv mit Klassenunterschieden auseinandersetzte.
Seine Kurzgeschichten und Reportagen erschienen u. a. auch in der namhaften Literaturzeitschrift Varlık („Existenz“).

### Werkausgaben
- Ein Lastkahn namens Leben. Roman, übersetzt von Monika Carbe und Enis Gülegen, Unionsverlag, Zürich 1996, ISBN 3-293-20078-8 (türk.: "Medarı Maişet Motoru")
- Ein Punkt auf der Landkarte. Erzählungen. Dagyeli-Verlag, Frankfurt/M. 1991, ISBN 3-89329-118-0 (türk.: "Haritada bir nokta")
- Der Samowar. Erzählungen, übersetzt von Monika Carbe und Enis Gülegen, DIPA, Frankfurt am Main, 1993, ISBN 3-7638-0365-3 (türk.: "Semaver")
- Verschollene gesucht. Roman und drei Erzählungen, übersetzt von Monika Carbe und Enis Gülegen, DIPA, Frankfurt am Main 1993, ISBN 3-7638-0199-5 (türk.: "Kayıp Aranıyor")
- Geschichten aus Istanbul, übersetzt und mit einem Nachwort versehen von Gerhard Meier, Manesse Verlag, Zürich 2012. ISBN 978-3-7175-2288-1.[6]

### Sekundärliteratur
- Şükran Kurdakul: Şairler ve Yazarlar Sözlüğü. Istanbul 1971
- Mahmut Alptekin: Sait Faik Abasıyanık, Bir Öykü Ustası. Istanbul 1976
- Tahir Alangu: Cumhuriyetten Sonra Hikaye ve Roman Önculer 1930-1950, Bd. 2, Istanbul 1965
- Seyit Kemal Karaalioğlu: Edebiyetımızda Şair ve Yazarlar. Istanbul 1976
- Mustafa Kutlu: Sait Faik Hikaye Dünyası. Istanbul 1968
- Karl-Markus Gauß, Der Alltag der Welt. Zwei Jahre, und viele mehr. Wien 2015. S. 111–114.